# 胡国珍 (北朝)
胡国珍（438年—518年），字世玉，安定郡临泾县（今宁夏回族自治区固原市彭阳县）人，北魏官员。

## 生平
北魏太和十五年（491年），胡国珍袭父爵武始侯，离开故乡临泾，居住京都洛阳，官至光禄大夫、使持节、都督、雍州刺史、司徒公，卒后追崇使持节、侍中、相国、都督中外诸军事、太师、领太尉公、同州牧，号太上秦公，加九锡，谥号文宣公。

## 家庭

### 祖父
- 胡略，後秦渤海公姚逵平府北咨议参军

### 父亲
- 胡渊，赫连屈丐给事黄门侍郎，北魏河州刺史、武始侯

### 兄弟姐妹
- 胡真
- 胡国宝，追赠使持节、车骑将军、冀州刺史、新平公
- 僧芝，北魏比丘尼统

### 夫人
- 安定皇甫氏，皇甫集和皇甫度的姐妹，封京兆郡君，追赠秦太上孝穆君
- 梁氏，封赵平郡君

### 子女
- 宣武灵皇后
- 胡玄辉，嫁北魏使持节、侍中、骠骑大将军、领军将军、尚书令、冀州刺史、江阳景昭王元乂，封冯翊郡君，又封江阳王太妃
- 胡祥，北魏中书监、侍中、东平孝景公

## 延伸阅读
[在维基数据编辑]
 《魏書/卷83下》，出自魏收《魏书》